# ElgooG

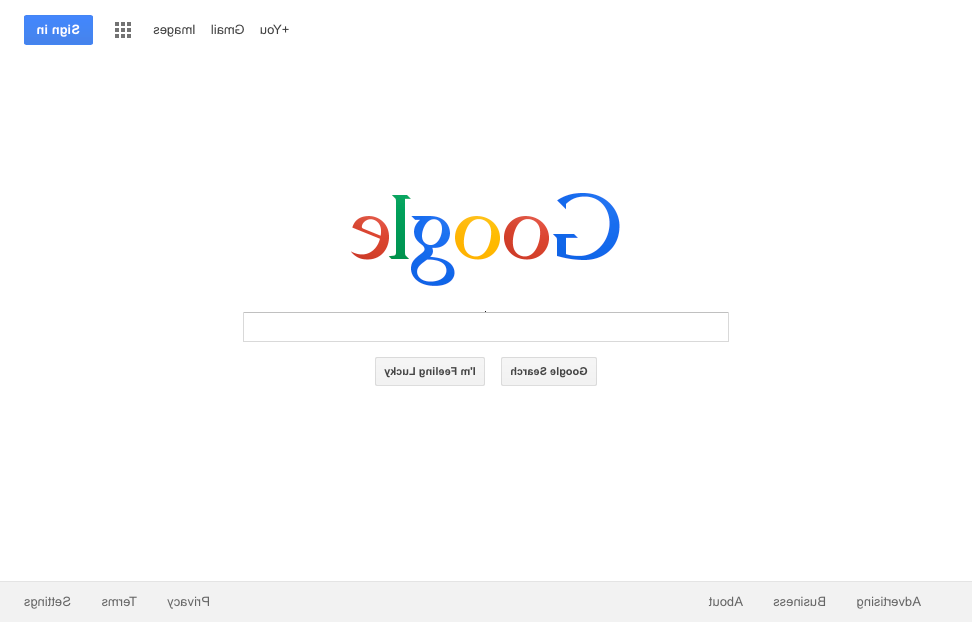
página inicial do Elgoog

elgooG (Google ao avesso) é uma site espelhado do site Google. Nele você escreve as pesquisas ao contrário e os resultados aparecem ao avesso também. Embora originalmente criado "por diversão", tem encontrado aplicação prática na China, após a proibição nacional de uso do Google.
aos termos da pesquisa do elgooG serem impressos em sentido anverso, os usuários são capazes de realizar buscas de conteúdo do Google sem detecção do filtro de pesquisa do governo chinês.